# Filipe Anunciação
Filipe Alexandre Dias Anunciação, noto semplicemente come Filipe Anunciação (Matosinhos, 27 maggio 1979), è un allenatore di calcio ed ex calciatore portoghese, di ruolo centrocampista.